# Cyclosternum kochi
Cyclosternum kochi là một loài nhện trong họ Theraphosidae.
Loài này thuộc chi Cyclosternum. Cyclosternum kochi được miêu tả năm 1871 bởi Ausserer.